# 미즈라

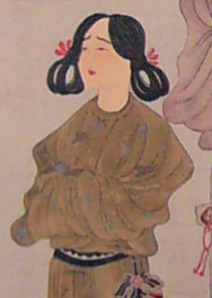
미즈라를 한 에구리 황자(쇼토쿠 태자의 동생).

미즈라(일본어: みずら)는 일본 상고시대의 남자 머리모양이다. 한자로 각발(角髪), 미두량(美豆良)이라고 쓴다.
고분시대의 남성 하니와 등에서 볼 수 있다. “올림미즈라(上げ角髪)”와 “내림미즈라(下げ角髪)”가 있었다. 신분이 높은 귀인은 내림미즈라를 했다.
머리카락 전체를 5대 5 가르마를 태워 나누고, 귀 옆에서 묶어서 늘어뜨린다. 그대로 고리 모양으로 만들거나, 남은 머리를 감아서 8자 모양으로 묶는다. 귀 위쪽에서 늘어뜨리는 것은 아게마키라고 하는데 이것은 남녀 공용의 헤어스타일이었다.
하니와 등에서 나타나는 형태는 고리가 두 개이므로 이 형태가 더 오래된 것으로 보인다. 나라시대 들어서 고리가 하나인 것이 주류가 되었다.
상대에는 남자도 미즈라에 빗을 장신구로 꽂았다는 것이 『고사기』에서 이자나기의 황천행 에피소드, 스사노오의 오로치 퇴치 에피소드에서 드러난다. 아마테라스와 스사노오의 서약 장면에서는 아마테라스가 미즈라를 묶는데, 이것은 그 당시 기준으로 크로스드레싱으로서 주술적 의미가 있는 것이다.